# Nature Cat
Nature Cat (Русский: Дикий кот) — американо-канадский мультсериал. Оригинальный владелец мультсериала — PBS Kids. и транслируется в России на канале СТС Kids.

## Сюжет
Сериал рассказывает о Фреде, домашнем коте, мечтающем исследовать улицу. Как только его семья уезжает на день, он превращается в Природного кота, который не может ждать природных экскурсий на заднем дворе. Однако у Фреда есть одна проблема: у него нет инстинктов к природе. Благодаря обучающему опыту персонажей, эта серия призвана поощрить детей к тому же взаимодействовать и развивать понимание природы.